# Henry Ernest Atkins
Henry Ernest Atkins (20. srpna 1872 Leicester – 31. ledna 1955 Huddersfield) byl britský šachový mezinárodní mistr, devítinásobný mistr Británie v šachu. Z celkem 11 účastí zvítězil sedmkrát za sebou v letech 1905 až 1911, a poté ještě v letech 1924 a 1925. 
Povoláním byl učitel a šachy považoval za koníček, věnoval jim málo času a zúčastnil se jen několika málo mezinárodních turnajů. Za svou kariéru nicméně porazil mnoho šachových mistrů, jako Akibu Rubinsteina, Saviellyho Tartakowera, Franka Marshalla a další. V roce 1950 mu Mezinárodní šachová federace za jeho úspěchy dodatečně udělila titul mezinárodního mistra. Arpad Elo později přepočetl Atkinsův výkon na ekvivalent Elo 2540.

## Život mimo šachovnici

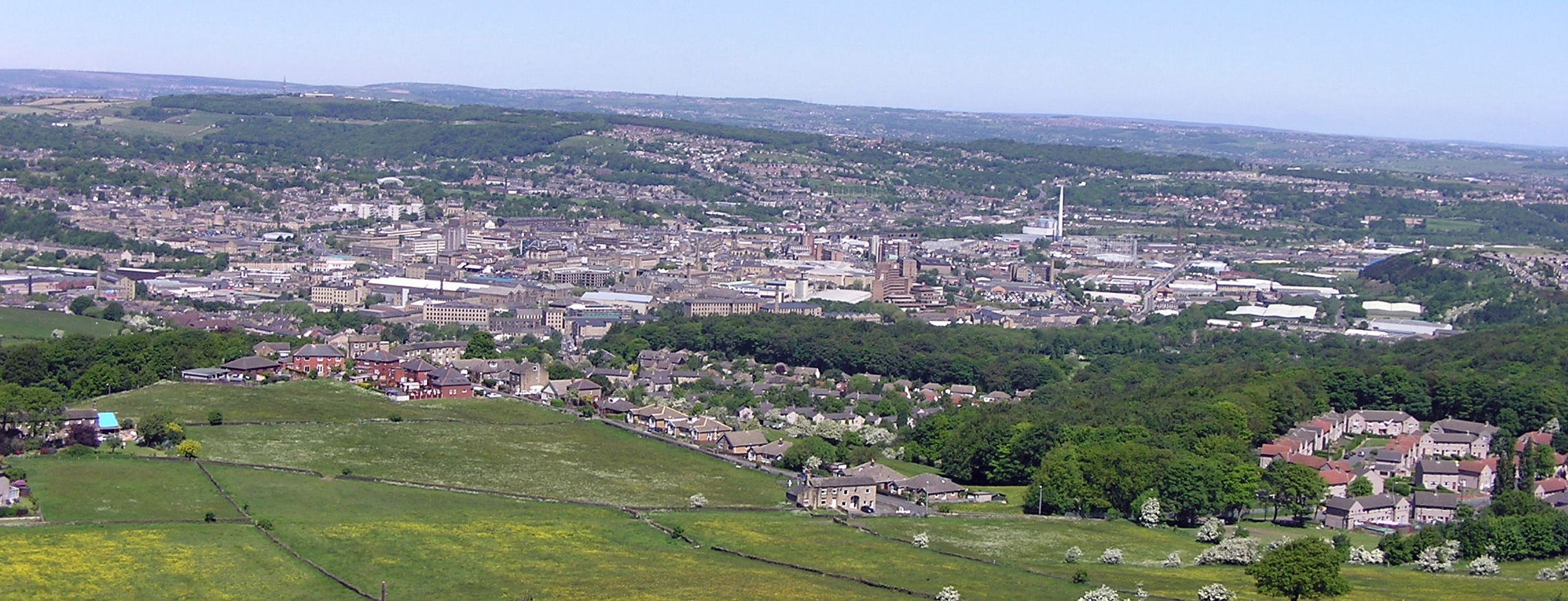
Město Huddersfield, kde Atkins dlouhou dobu učil a žil.

Narodil se 20. srpna 1872 v anglickém Leicesteru. Jeho otec Edward pracoval jako úředník, matka Jane učila. V letech 1883–1990 navštěvoval Atkins místní Wyggestonovo chlapecké gymnázium. Vynikal v matematice, nejspíše po svém otci, a tak v roce 1890 odešel studovat matematiku na kolej Peterhouse na Univerzitě v Cambridgi, kam získal stipendium. V letech 1898 až 1908 tento předmět vyučoval na středních školách v Northamptonu a Leicestru. Poté se v roce 1909 stal ředitelem huddersfieldského gymnázia, a do tohoto města se také přestěhoval. Funkci ředitele školy zastával až do roku 1936. V roce 1922 se oženil s Elspeth Skene Wilsonovou, zdroje však nezmiňují, že by měli děti. Henry Ernest Atkins zemřel dne 31. ledna 1955 v Huddersfieldu.

## Šachová kariéra
Dle šachového novináře R. Keena je Atkins mnohými považován za nejtalentovanějšího britského šachistu. I přesto, že byl učitelem a šachy hrál jen ve svém volném čase, se stal jedním z nejlepších šachistů světa. Studoval partie prvního mistra světa Wilhelma Steinitze a svou hrou se Steinitze snažil napodobit tak horlivě, že získal přezdvíku „der kleine Steinitz“ („malý Steinitz“).

### Šachové začátky a první amatérská vítězství
Základy šachu se naučil asi ve čtyřech letech od jednoho ze svých bratrů. Ve věku deseti let se přidal do šachového klubu Wyggenstova gymnázia. Následně se v patnácti letech stal členem Leicesterského šachového klubu a již za dva roky hrál v turnajích na první šachovnici. V roce 1890 se zúčastnil simultánky proti Josephu Henrymu Blackburneovi. Partii proti němu vyhrál. Při studiích na Univerzitě v Cambridgi hrál za univerzitní tým, také na první šachovnici. Za celou dobu čtyřletého hraní za Cambridge prohrál jen jednu turnajovou partii.
V letech 1895–1901 se zúčastnil sedmi malých turnajů. Čtyři z nich vyhrál, jinak skončil na druhém místě. Ze 70 partií, odehraných na těchto turnajích, prohrál jen 3. Mezi tyto turnaje patřil například turnaj v Hastingsu v roce 1895 (7. britský šachový šampionát amatérů), kde skončil za Gézou Maróczym druhý. Díky tomuto výsledku získal titul britského amatérského mistra (British Amateur Champion). V roce 1896 vyhrál turnaj v Bristolu s 8,5 z 9 bodů. O rok později vyhrál v Southamptonu osmý britský šachový šampionát amatérů, když skončil neporažený s 8,5 body z 10.
V roce 1899 Atkins sehrál svůj první mezinárodní turnaj v Amsterodamu. Skončil zde první, a to dokonce s vzácným plným počtem bodů. Z 15 partií všechny vyhrál, další hráč skončil až čtyři body za ním. V témže roce ještě hrál turnaj v Birminghamu, kde se 4 z 6 bodů umístil druhý za Amosem Burnem, který dosáhl na výsledek o bod lepší. V roce 1900 vyhrál britský šampionát amatéřů v Bath (9. ročník), ze 14 partií kromě třech remíz všechny vyhrál.

### Další úspěchy a britský šachový šampionát
Kromě roku 1909 se zúčastnil všech ročníků zápasu mezi Británií a Spojenými státy hraný přes Transatlantický podmořský kabel. Dohromady v těchto zápasech 4krát zvítězil, 4krát remizoval a 4krát prohrál.
Svého nejlepšího výsledku dosáhl na svém prvním větším mezinárodním turnaji v roce 1902 v Hannoveru. Ze 17 partií jich 8 vyhrál, 7 remizoval a 2 prohrál, a s 11,5 tak dosáhl na třetí místo. Turnaj vyhrál David Janowski (13,5 bodů), druhý byl Harry Nelson Pillsbury (12 bodů), ale i tak se Atkins umístil před dobrými hráči, jako byli Michail Ivanovič Čigorin či Frank Marshall. R. N. Coles ve své knize píše, že ačkoli po tomto úspěchu mohl Atkins uvažovat o dráze profesionálního šachisty, neučinil tak a následujících 20 let se nezúčastnil jediného mezinárodního turnaje. Byl dlouholetým členem Huddersfieldského šachového klubu. V roce 1940 se stal předsedou šachového klubu hrabství Leicestershire. Napsal také úvod prvního vydání knihy Modern Chess Openings (1911).
Sedm Atkinsových vítězství za sebou na britském šachovém šampionátu je v historii tohoto šampionátu rekordem. Zúčastnil se celkem 11 ročníků tohoto turnaje, přičemž kromě své první a poslední účastí na tomto šampionátu všechny ročníky vyhrál. Poprvé se tohoto šampionátu zúčastnil v Hastingsu v roce 1904. Společně s Williamem Ewartem Napierem skončil s 8,5 z 11 bodů na prvním místě, ale nadstavbovou část skórem 1,5:2,5 prohrál, a celkově tak skončil druhý. Po třetinu století to však byl jeho nejhorší výsledek na tomto šampionátu. Následujících sedm ročníků tohoto šampionátu se mu podařilo vyhrát: 
- v roce 1905 v Southportu (8,5 z 11 bodů)
- v roce 1906 v Shrewsbury (8,5 z 11 bodů)
- v roce 1907 v Křišťálovém paláci (7,5 z 11 bodů)
- v roce 1908 v Tunbridge Wells (8 z 11 bodů)
- v roce 1909 ve Scarborough (8,5 z 11 bodů)
- v roce 1910 v Oxfordu (8,5 z 11 bodů)
- v roce 1911 v Glasgow (8,5 z 11 bodů) – společně s Fredem Yatesem, kterého v play-off porazil.[31]

### Odmlka a návrat
Po šampionátu v roce 1911 se na 11 let z turnajového šachu úplně odmlčel. Později tuto pauzu komentoval následovně: „Vlastně nevím, proč jsem po roce 1911 nehrál po tak dlouhou dobu.“ Přijal pozvání na turnaj v Hastingsu v roce 1919, ale na poslední chvíli odstoupil, a to „na příkaz lékaře“. Odsouhlasil až pozvání na velký mezinárodní turnaj v Londýně v roce 1922. Tohoto turnaje se zúčastnilo mnoho hráčů světové špičky, například José Raúl Capablanca či Alexandr Alexandrovič Aljechin. Po tak dlouhé šachové přestávce se mu podle očekávání na turnaji nedařilo. S 6 z 15 bodů skončil z 16 účastníků na 10. místě. Na tomto turnaji skončil poprvé a také jedinkrát ve své šachové kariéře bez obdržení cen. Podařilo se mu však vyhrát nad Akibou Rubinsteinem a Saviellym Tartakowerem.
Po dlouhé pauze se znovu zúčastnil britského šampionátu, a to v Southportu v roce 1924. Se svými obvyklými 8,5 body z 11 vyhrál již své 8. britské mistrovství. O rok později ve Stratfordu nad Avonou tento šampionát vyhrál po deváté. Tentokrát dosáhl na svůj rekord 9,5 bodů z 11. Osm partií vyhrál a 3 skončily nerozhodně. Poté se tohoto šampionátu zúčastnil až v roce 1937. Tehdy skončil ve věku 65 let na třetím místě. Byla to jeho poslední účast na tomto turnaji.
Dvakrát reprezentoval Velkou Británii na šachových olympiádách, a to v letech 1927 a 1935. Na první oficiální šachové olympiádě v roce 1927 v Londýně hrál na první šachovnici. Tehdy 3 partie vyhrál, 8 skončilo remízou a prohrál jednu, což znamenalo úspěšnost 58,4 %. Pomohl tak Británii získat bronzovou medaili. Až do olympiády v Haifě v roce 1976 se tak vysoko Británie neumístila. V roce 1935 hrál ve věku 63 let na olympiádě ve Varšavě, tehdy na 4. desce. Tři partie vyhrál, 6 jich remizoval a 4 prohrál, což znamenalo úspěšnost 46,2 %.

## Šachová síla a styl hry
V roce 1950 při oficiálním zavedení šachových titulů Atkinsovi Mezinárodní šachová federace za jeho úspěchy dodatečně udělila titul mezinárodního mistra. Podle výpočtů Arpada Ela dosáhla Atkinsova šachová síla během jeho pětiletého vrcholu ekvivalentního hodnocení Elo 2540.
Pokud by se Atkins podle mistra světa Emanuela Laskera šachu více věnoval, měl by na to stát se jedním z předních hráčů šachového světa, dokonce i mistrem světa. Sir George Alan Thomas, jeden z nejlepších britských šachistů první poloviny 20. století, poznamenal: „H. E. Atkins je po Amosi Burnovi nepochybně největší postavou anglického šachu a podle mého názoru mu k tomu, aby se stal světovým šachistou, chyběl jen nedostatek příležitostí.“ Šachová historička Anne Sunnucks o něm píše: „Jeho oddanost vyučování a fakt, že šachy bral jen jako hru, bylo vším, co mu bránilo stát se jedním z předních světových hráčů.“
Jeho styl hraní byl klidný, poziční a vytrvalý, čímž napodoboval šachový styl Wilhelma Steinitze.

## Přínos šachové teorii
Henry Ernest Atkins do praxe zavedl důležitou obrannou strategii v odmítnutém dámském gambitu: tahem Je4 již v rané části partie se černému podaří vyměnit pár lehkých figur, a zmírní tak tlak bílého na jeho pozici. S touto variantou se mu podařilo v roce 1902 v kabelovém zápase porazit Franka Marshalla. Partie začínala tahy 1. d4 d5 2. c4 e6 3. Jc3 Jf6 4. Sg5 Se7 5. Jf3 Jbd7 6. e3 Je4. Později se pro tuto variantu ujal název Laskerova varianta, tedy po Emanuelovi Laskerovi, který ji přejal. Někdy se ale objevuje označení Atkinsova varianta. Bílý proto většinou volí jiné pořadí tahů, jako 1. d4 d5 2. c4 e6 3. Jc3 Jf6 4. Sg5 Se7 5. e3 0–0 6. Jf3 a zde buď 6. ...h6 7. Sh4 Je4 nebo ihned 6. ...Je4.

## Vybraná partie
|   | a | b | c | d | e | f | g | h |   |
| 8 | b8 černý věž · g8 černý král · e7 černý dáma · f7 černý pěšec · g7 černý pěšec · h7 černý pěšec · a6 černý věž · c6 černý pěšec · e6 černý střelec · a5 černý pěšec · a4 bílý pěšec · b4 bílý pěšec · e3 bílý pěšec · f3 bílý střelec · b2 bílý pěšec · d2 bílý věž · g2 bílý pěšec · h2 bílý pěšec · a1 bílý král · d1 bílý dáma · h1 bílý věž | b8 černý věž · g8 černý král · e7 černý dáma · f7 černý pěšec · g7 černý pěšec · h7 černý pěšec · a6 černý věž · c6 černý pěšec · e6 černý střelec · a5 černý pěšec · a4 bílý pěšec · b4 bílý pěšec · e3 bílý pěšec · f3 bílý střelec · b2 bílý pěšec · d2 bílý věž · g2 bílý pěšec · h2 bílý pěšec · a1 bílý král · d1 bílý dáma · h1 bílý věž | b8 černý věž · g8 černý král · e7 černý dáma · f7 černý pěšec · g7 černý pěšec · h7 černý pěšec · a6 černý věž · c6 černý pěšec · e6 černý střelec · a5 černý pěšec · a4 bílý pěšec · b4 bílý pěšec · e3 bílý pěšec · f3 bílý střelec · b2 bílý pěšec · d2 bílý věž · g2 bílý pěšec · h2 bílý pěšec · a1 bílý král · d1 bílý dáma · h1 bílý věž | b8 černý věž · g8 černý král · e7 černý dáma · f7 černý pěšec · g7 černý pěšec · h7 černý pěšec · a6 černý věž · c6 černý pěšec · e6 černý střelec · a5 černý pěšec · a4 bílý pěšec · b4 bílý pěšec · e3 bílý pěšec · f3 bílý střelec · b2 bílý pěšec · d2 bílý věž · g2 bílý pěšec · h2 bílý pěšec · a1 bílý král · d1 bílý dáma · h1 bílý věž | b8 černý věž · g8 černý král · e7 černý dáma · f7 černý pěšec · g7 černý pěšec · h7 černý pěšec · a6 černý věž · c6 černý pěšec · e6 černý střelec · a5 černý pěšec · a4 bílý pěšec · b4 bílý pěšec · e3 bílý pěšec · f3 bílý střelec · b2 bílý pěšec · d2 bílý věž · g2 bílý pěšec · h2 bílý pěšec · a1 bílý král · d1 bílý dáma · h1 bílý věž | b8 černý věž · g8 černý král · e7 černý dáma · f7 černý pěšec · g7 černý pěšec · h7 černý pěšec · a6 černý věž · c6 černý pěšec · e6 černý střelec · a5 černý pěšec · a4 bílý pěšec · b4 bílý pěšec · e3 bílý pěšec · f3 bílý střelec · b2 bílý pěšec · d2 bílý věž · g2 bílý pěšec · h2 bílý pěšec · a1 bílý král · d1 bílý dáma · h1 bílý věž | b8 černý věž · g8 černý král · e7 černý dáma · f7 černý pěšec · g7 černý pěšec · h7 černý pěšec · a6 černý věž · c6 černý pěšec · e6 černý střelec · a5 černý pěšec · a4 bílý pěšec · b4 bílý pěšec · e3 bílý pěšec · f3 bílý střelec · b2 bílý pěšec · d2 bílý věž · g2 bílý pěšec · h2 bílý pěšec · a1 bílý král · d1 bílý dáma · h1 bílý věž | b8 černý věž · g8 černý král · e7 černý dáma · f7 černý pěšec · g7 černý pěšec · h7 černý pěšec · a6 černý věž · c6 černý pěšec · e6 černý střelec · a5 černý pěšec · a4 bílý pěšec · b4 bílý pěšec · e3 bílý pěšec · f3 bílý střelec · b2 bílý pěšec · d2 bílý věž · g2 bílý pěšec · h2 bílý pěšec · a1 bílý král · d1 bílý dáma · h1 bílý věž | 8 |
| 7 | b8 černý věž · g8 černý král · e7 černý dáma · f7 černý pěšec · g7 černý pěšec · h7 černý pěšec · a6 černý věž · c6 černý pěšec · e6 černý střelec · a5 černý pěšec · a4 bílý pěšec · b4 bílý pěšec · e3 bílý pěšec · f3 bílý střelec · b2 bílý pěšec · d2 bílý věž · g2 bílý pěšec · h2 bílý pěšec · a1 bílý král · d1 bílý dáma · h1 bílý věž | b8 černý věž · g8 černý král · e7 černý dáma · f7 černý pěšec · g7 černý pěšec · h7 černý pěšec · a6 černý věž · c6 černý pěšec · e6 černý střelec · a5 černý pěšec · a4 bílý pěšec · b4 bílý pěšec · e3 bílý pěšec · f3 bílý střelec · b2 bílý pěšec · d2 bílý věž · g2 bílý pěšec · h2 bílý pěšec · a1 bílý král · d1 bílý dáma · h1 bílý věž | b8 černý věž · g8 černý král · e7 černý dáma · f7 černý pěšec · g7 černý pěšec · h7 černý pěšec · a6 černý věž · c6 černý pěšec · e6 černý střelec · a5 černý pěšec · a4 bílý pěšec · b4 bílý pěšec · e3 bílý pěšec · f3 bílý střelec · b2 bílý pěšec · d2 bílý věž · g2 bílý pěšec · h2 bílý pěšec · a1 bílý král · d1 bílý dáma · h1 bílý věž | b8 černý věž · g8 černý král · e7 černý dáma · f7 černý pěšec · g7 černý pěšec · h7 černý pěšec · a6 černý věž · c6 černý pěšec · e6 černý střelec · a5 černý pěšec · a4 bílý pěšec · b4 bílý pěšec · e3 bílý pěšec · f3 bílý střelec · b2 bílý pěšec · d2 bílý věž · g2 bílý pěšec · h2 bílý pěšec · a1 bílý král · d1 bílý dáma · h1 bílý věž | b8 černý věž · g8 černý král · e7 černý dáma · f7 černý pěšec · g7 černý pěšec · h7 černý pěšec · a6 černý věž · c6 černý pěšec · e6 černý střelec · a5 černý pěšec · a4 bílý pěšec · b4 bílý pěšec · e3 bílý pěšec · f3 bílý střelec · b2 bílý pěšec · d2 bílý věž · g2 bílý pěšec · h2 bílý pěšec · a1 bílý král · d1 bílý dáma · h1 bílý věž | b8 černý věž · g8 černý král · e7 černý dáma · f7 černý pěšec · g7 černý pěšec · h7 černý pěšec · a6 černý věž · c6 černý pěšec · e6 černý střelec · a5 černý pěšec · a4 bílý pěšec · b4 bílý pěšec · e3 bílý pěšec · f3 bílý střelec · b2 bílý pěšec · d2 bílý věž · g2 bílý pěšec · h2 bílý pěšec · a1 bílý král · d1 bílý dáma · h1 bílý věž | b8 černý věž · g8 černý král · e7 černý dáma · f7 černý pěšec · g7 černý pěšec · h7 černý pěšec · a6 černý věž · c6 černý pěšec · e6 černý střelec · a5 černý pěšec · a4 bílý pěšec · b4 bílý pěšec · e3 bílý pěšec · f3 bílý střelec · b2 bílý pěšec · d2 bílý věž · g2 bílý pěšec · h2 bílý pěšec · a1 bílý král · d1 bílý dáma · h1 bílý věž | b8 černý věž · g8 černý král · e7 černý dáma · f7 černý pěšec · g7 černý pěšec · h7 černý pěšec · a6 černý věž · c6 černý pěšec · e6 černý střelec · a5 černý pěšec · a4 bílý pěšec · b4 bílý pěšec · e3 bílý pěšec · f3 bílý střelec · b2 bílý pěšec · d2 bílý věž · g2 bílý pěšec · h2 bílý pěšec · a1 bílý král · d1 bílý dáma · h1 bílý věž | 7 |
| 6 | b8 černý věž · g8 černý král · e7 černý dáma · f7 černý pěšec · g7 černý pěšec · h7 černý pěšec · a6 černý věž · c6 černý pěšec · e6 černý střelec · a5 černý pěšec · a4 bílý pěšec · b4 bílý pěšec · e3 bílý pěšec · f3 bílý střelec · b2 bílý pěšec · d2 bílý věž · g2 bílý pěšec · h2 bílý pěšec · a1 bílý král · d1 bílý dáma · h1 bílý věž | b8 černý věž · g8 černý král · e7 černý dáma · f7 černý pěšec · g7 černý pěšec · h7 černý pěšec · a6 černý věž · c6 černý pěšec · e6 černý střelec · a5 černý pěšec · a4 bílý pěšec · b4 bílý pěšec · e3 bílý pěšec · f3 bílý střelec · b2 bílý pěšec · d2 bílý věž · g2 bílý pěšec · h2 bílý pěšec · a1 bílý král · d1 bílý dáma · h1 bílý věž | b8 černý věž · g8 černý král · e7 černý dáma · f7 černý pěšec · g7 černý pěšec · h7 černý pěšec · a6 černý věž · c6 černý pěšec · e6 černý střelec · a5 černý pěšec · a4 bílý pěšec · b4 bílý pěšec · e3 bílý pěšec · f3 bílý střelec · b2 bílý pěšec · d2 bílý věž · g2 bílý pěšec · h2 bílý pěšec · a1 bílý král · d1 bílý dáma · h1 bílý věž | b8 černý věž · g8 černý král · e7 černý dáma · f7 černý pěšec · g7 černý pěšec · h7 černý pěšec · a6 černý věž · c6 černý pěšec · e6 černý střelec · a5 černý pěšec · a4 bílý pěšec · b4 bílý pěšec · e3 bílý pěšec · f3 bílý střelec · b2 bílý pěšec · d2 bílý věž · g2 bílý pěšec · h2 bílý pěšec · a1 bílý král · d1 bílý dáma · h1 bílý věž | b8 černý věž · g8 černý král · e7 černý dáma · f7 černý pěšec · g7 černý pěšec · h7 černý pěšec · a6 černý věž · c6 černý pěšec · e6 černý střelec · a5 černý pěšec · a4 bílý pěšec · b4 bílý pěšec · e3 bílý pěšec · f3 bílý střelec · b2 bílý pěšec · d2 bílý věž · g2 bílý pěšec · h2 bílý pěšec · a1 bílý král · d1 bílý dáma · h1 bílý věž | b8 černý věž · g8 černý král · e7 černý dáma · f7 černý pěšec · g7 černý pěšec · h7 černý pěšec · a6 černý věž · c6 černý pěšec · e6 černý střelec · a5 černý pěšec · a4 bílý pěšec · b4 bílý pěšec · e3 bílý pěšec · f3 bílý střelec · b2 bílý pěšec · d2 bílý věž · g2 bílý pěšec · h2 bílý pěšec · a1 bílý král · d1 bílý dáma · h1 bílý věž | b8 černý věž · g8 černý král · e7 černý dáma · f7 černý pěšec · g7 černý pěšec · h7 černý pěšec · a6 černý věž · c6 černý pěšec · e6 černý střelec · a5 černý pěšec · a4 bílý pěšec · b4 bílý pěšec · e3 bílý pěšec · f3 bílý střelec · b2 bílý pěšec · d2 bílý věž · g2 bílý pěšec · h2 bílý pěšec · a1 bílý král · d1 bílý dáma · h1 bílý věž | b8 černý věž · g8 černý král · e7 černý dáma · f7 černý pěšec · g7 černý pěšec · h7 černý pěšec · a6 černý věž · c6 černý pěšec · e6 černý střelec · a5 černý pěšec · a4 bílý pěšec · b4 bílý pěšec · e3 bílý pěšec · f3 bílý střelec · b2 bílý pěšec · d2 bílý věž · g2 bílý pěšec · h2 bílý pěšec · a1 bílý král · d1 bílý dáma · h1 bílý věž | 6 |
| 5 | b8 černý věž · g8 černý král · e7 černý dáma · f7 černý pěšec · g7 černý pěšec · h7 černý pěšec · a6 černý věž · c6 černý pěšec · e6 černý střelec · a5 černý pěšec · a4 bílý pěšec · b4 bílý pěšec · e3 bílý pěšec · f3 bílý střelec · b2 bílý pěšec · d2 bílý věž · g2 bílý pěšec · h2 bílý pěšec · a1 bílý král · d1 bílý dáma · h1 bílý věž | b8 černý věž · g8 černý král · e7 černý dáma · f7 černý pěšec · g7 černý pěšec · h7 černý pěšec · a6 černý věž · c6 černý pěšec · e6 černý střelec · a5 černý pěšec · a4 bílý pěšec · b4 bílý pěšec · e3 bílý pěšec · f3 bílý střelec · b2 bílý pěšec · d2 bílý věž · g2 bílý pěšec · h2 bílý pěšec · a1 bílý král · d1 bílý dáma · h1 bílý věž | b8 černý věž · g8 černý král · e7 černý dáma · f7 černý pěšec · g7 černý pěšec · h7 černý pěšec · a6 černý věž · c6 černý pěšec · e6 černý střelec · a5 černý pěšec · a4 bílý pěšec · b4 bílý pěšec · e3 bílý pěšec · f3 bílý střelec · b2 bílý pěšec · d2 bílý věž · g2 bílý pěšec · h2 bílý pěšec · a1 bílý král · d1 bílý dáma · h1 bílý věž | b8 černý věž · g8 černý král · e7 černý dáma · f7 černý pěšec · g7 černý pěšec · h7 černý pěšec · a6 černý věž · c6 černý pěšec · e6 černý střelec · a5 černý pěšec · a4 bílý pěšec · b4 bílý pěšec · e3 bílý pěšec · f3 bílý střelec · b2 bílý pěšec · d2 bílý věž · g2 bílý pěšec · h2 bílý pěšec · a1 bílý král · d1 bílý dáma · h1 bílý věž | b8 černý věž · g8 černý král · e7 černý dáma · f7 černý pěšec · g7 černý pěšec · h7 černý pěšec · a6 černý věž · c6 černý pěšec · e6 černý střelec · a5 černý pěšec · a4 bílý pěšec · b4 bílý pěšec · e3 bílý pěšec · f3 bílý střelec · b2 bílý pěšec · d2 bílý věž · g2 bílý pěšec · h2 bílý pěšec · a1 bílý král · d1 bílý dáma · h1 bílý věž | b8 černý věž · g8 černý král · e7 černý dáma · f7 černý pěšec · g7 černý pěšec · h7 černý pěšec · a6 černý věž · c6 černý pěšec · e6 černý střelec · a5 černý pěšec · a4 bílý pěšec · b4 bílý pěšec · e3 bílý pěšec · f3 bílý střelec · b2 bílý pěšec · d2 bílý věž · g2 bílý pěšec · h2 bílý pěšec · a1 bílý král · d1 bílý dáma · h1 bílý věž | b8 černý věž · g8 černý král · e7 černý dáma · f7 černý pěšec · g7 černý pěšec · h7 černý pěšec · a6 černý věž · c6 černý pěšec · e6 černý střelec · a5 černý pěšec · a4 bílý pěšec · b4 bílý pěšec · e3 bílý pěšec · f3 bílý střelec · b2 bílý pěšec · d2 bílý věž · g2 bílý pěšec · h2 bílý pěšec · a1 bílý král · d1 bílý dáma · h1 bílý věž | b8 černý věž · g8 černý král · e7 černý dáma · f7 černý pěšec · g7 černý pěšec · h7 černý pěšec · a6 černý věž · c6 černý pěšec · e6 černý střelec · a5 černý pěšec · a4 bílý pěšec · b4 bílý pěšec · e3 bílý pěšec · f3 bílý střelec · b2 bílý pěšec · d2 bílý věž · g2 bílý pěšec · h2 bílý pěšec · a1 bílý král · d1 bílý dáma · h1 bílý věž | 5 |
| 4 | b8 černý věž · g8 černý král · e7 černý dáma · f7 černý pěšec · g7 černý pěšec · h7 černý pěšec · a6 černý věž · c6 černý pěšec · e6 černý střelec · a5 černý pěšec · a4 bílý pěšec · b4 bílý pěšec · e3 bílý pěšec · f3 bílý střelec · b2 bílý pěšec · d2 bílý věž · g2 bílý pěšec · h2 bílý pěšec · a1 bílý král · d1 bílý dáma · h1 bílý věž | b8 černý věž · g8 černý král · e7 černý dáma · f7 černý pěšec · g7 černý pěšec · h7 černý pěšec · a6 černý věž · c6 černý pěšec · e6 černý střelec · a5 černý pěšec · a4 bílý pěšec · b4 bílý pěšec · e3 bílý pěšec · f3 bílý střelec · b2 bílý pěšec · d2 bílý věž · g2 bílý pěšec · h2 bílý pěšec · a1 bílý král · d1 bílý dáma · h1 bílý věž | b8 černý věž · g8 černý král · e7 černý dáma · f7 černý pěšec · g7 černý pěšec · h7 černý pěšec · a6 černý věž · c6 černý pěšec · e6 černý střelec · a5 černý pěšec · a4 bílý pěšec · b4 bílý pěšec · e3 bílý pěšec · f3 bílý střelec · b2 bílý pěšec · d2 bílý věž · g2 bílý pěšec · h2 bílý pěšec · a1 bílý král · d1 bílý dáma · h1 bílý věž | b8 černý věž · g8 černý král · e7 černý dáma · f7 černý pěšec · g7 černý pěšec · h7 černý pěšec · a6 černý věž · c6 černý pěšec · e6 černý střelec · a5 černý pěšec · a4 bílý pěšec · b4 bílý pěšec · e3 bílý pěšec · f3 bílý střelec · b2 bílý pěšec · d2 bílý věž · g2 bílý pěšec · h2 bílý pěšec · a1 bílý král · d1 bílý dáma · h1 bílý věž | b8 černý věž · g8 černý král · e7 černý dáma · f7 černý pěšec · g7 černý pěšec · h7 černý pěšec · a6 černý věž · c6 černý pěšec · e6 černý střelec · a5 černý pěšec · a4 bílý pěšec · b4 bílý pěšec · e3 bílý pěšec · f3 bílý střelec · b2 bílý pěšec · d2 bílý věž · g2 bílý pěšec · h2 bílý pěšec · a1 bílý král · d1 bílý dáma · h1 bílý věž | b8 černý věž · g8 černý král · e7 černý dáma · f7 černý pěšec · g7 černý pěšec · h7 černý pěšec · a6 černý věž · c6 černý pěšec · e6 černý střelec · a5 černý pěšec · a4 bílý pěšec · b4 bílý pěšec · e3 bílý pěšec · f3 bílý střelec · b2 bílý pěšec · d2 bílý věž · g2 bílý pěšec · h2 bílý pěšec · a1 bílý král · d1 bílý dáma · h1 bílý věž | b8 černý věž · g8 černý král · e7 černý dáma · f7 černý pěšec · g7 černý pěšec · h7 černý pěšec · a6 černý věž · c6 černý pěšec · e6 černý střelec · a5 černý pěšec · a4 bílý pěšec · b4 bílý pěšec · e3 bílý pěšec · f3 bílý střelec · b2 bílý pěšec · d2 bílý věž · g2 bílý pěšec · h2 bílý pěšec · a1 bílý král · d1 bílý dáma · h1 bílý věž | b8 černý věž · g8 černý král · e7 černý dáma · f7 černý pěšec · g7 černý pěšec · h7 černý pěšec · a6 černý věž · c6 černý pěšec · e6 černý střelec · a5 černý pěšec · a4 bílý pěšec · b4 bílý pěšec · e3 bílý pěšec · f3 bílý střelec · b2 bílý pěšec · d2 bílý věž · g2 bílý pěšec · h2 bílý pěšec · a1 bílý král · d1 bílý dáma · h1 bílý věž | 4 |
| 3 | b8 černý věž · g8 černý král · e7 černý dáma · f7 černý pěšec · g7 černý pěšec · h7 černý pěšec · a6 černý věž · c6 černý pěšec · e6 černý střelec · a5 černý pěšec · a4 bílý pěšec · b4 bílý pěšec · e3 bílý pěšec · f3 bílý střelec · b2 bílý pěšec · d2 bílý věž · g2 bílý pěšec · h2 bílý pěšec · a1 bílý král · d1 bílý dáma · h1 bílý věž | b8 černý věž · g8 černý král · e7 černý dáma · f7 černý pěšec · g7 černý pěšec · h7 černý pěšec · a6 černý věž · c6 černý pěšec · e6 černý střelec · a5 černý pěšec · a4 bílý pěšec · b4 bílý pěšec · e3 bílý pěšec · f3 bílý střelec · b2 bílý pěšec · d2 bílý věž · g2 bílý pěšec · h2 bílý pěšec · a1 bílý král · d1 bílý dáma · h1 bílý věž | b8 černý věž · g8 černý král · e7 černý dáma · f7 černý pěšec · g7 černý pěšec · h7 černý pěšec · a6 černý věž · c6 černý pěšec · e6 černý střelec · a5 černý pěšec · a4 bílý pěšec · b4 bílý pěšec · e3 bílý pěšec · f3 bílý střelec · b2 bílý pěšec · d2 bílý věž · g2 bílý pěšec · h2 bílý pěšec · a1 bílý král · d1 bílý dáma · h1 bílý věž | b8 černý věž · g8 černý král · e7 černý dáma · f7 černý pěšec · g7 černý pěšec · h7 černý pěšec · a6 černý věž · c6 černý pěšec · e6 černý střelec · a5 černý pěšec · a4 bílý pěšec · b4 bílý pěšec · e3 bílý pěšec · f3 bílý střelec · b2 bílý pěšec · d2 bílý věž · g2 bílý pěšec · h2 bílý pěšec · a1 bílý král · d1 bílý dáma · h1 bílý věž | b8 černý věž · g8 černý král · e7 černý dáma · f7 černý pěšec · g7 černý pěšec · h7 černý pěšec · a6 černý věž · c6 černý pěšec · e6 černý střelec · a5 černý pěšec · a4 bílý pěšec · b4 bílý pěšec · e3 bílý pěšec · f3 bílý střelec · b2 bílý pěšec · d2 bílý věž · g2 bílý pěšec · h2 bílý pěšec · a1 bílý král · d1 bílý dáma · h1 bílý věž | b8 černý věž · g8 černý král · e7 černý dáma · f7 černý pěšec · g7 černý pěšec · h7 černý pěšec · a6 černý věž · c6 černý pěšec · e6 černý střelec · a5 černý pěšec · a4 bílý pěšec · b4 bílý pěšec · e3 bílý pěšec · f3 bílý střelec · b2 bílý pěšec · d2 bílý věž · g2 bílý pěšec · h2 bílý pěšec · a1 bílý král · d1 bílý dáma · h1 bílý věž | b8 černý věž · g8 černý král · e7 černý dáma · f7 černý pěšec · g7 černý pěšec · h7 černý pěšec · a6 černý věž · c6 černý pěšec · e6 černý střelec · a5 černý pěšec · a4 bílý pěšec · b4 bílý pěšec · e3 bílý pěšec · f3 bílý střelec · b2 bílý pěšec · d2 bílý věž · g2 bílý pěšec · h2 bílý pěšec · a1 bílý král · d1 bílý dáma · h1 bílý věž | b8 černý věž · g8 černý král · e7 černý dáma · f7 černý pěšec · g7 černý pěšec · h7 černý pěšec · a6 černý věž · c6 černý pěšec · e6 černý střelec · a5 černý pěšec · a4 bílý pěšec · b4 bílý pěšec · e3 bílý pěšec · f3 bílý střelec · b2 bílý pěšec · d2 bílý věž · g2 bílý pěšec · h2 bílý pěšec · a1 bílý král · d1 bílý dáma · h1 bílý věž | 3 |
| 2 | b8 černý věž · g8 černý král · e7 černý dáma · f7 černý pěšec · g7 černý pěšec · h7 černý pěšec · a6 černý věž · c6 černý pěšec · e6 černý střelec · a5 černý pěšec · a4 bílý pěšec · b4 bílý pěšec · e3 bílý pěšec · f3 bílý střelec · b2 bílý pěšec · d2 bílý věž · g2 bílý pěšec · h2 bílý pěšec · a1 bílý král · d1 bílý dáma · h1 bílý věž | b8 černý věž · g8 černý král · e7 černý dáma · f7 černý pěšec · g7 černý pěšec · h7 černý pěšec · a6 černý věž · c6 černý pěšec · e6 černý střelec · a5 černý pěšec · a4 bílý pěšec · b4 bílý pěšec · e3 bílý pěšec · f3 bílý střelec · b2 bílý pěšec · d2 bílý věž · g2 bílý pěšec · h2 bílý pěšec · a1 bílý král · d1 bílý dáma · h1 bílý věž | b8 černý věž · g8 černý král · e7 černý dáma · f7 černý pěšec · g7 černý pěšec · h7 černý pěšec · a6 černý věž · c6 černý pěšec · e6 černý střelec · a5 černý pěšec · a4 bílý pěšec · b4 bílý pěšec · e3 bílý pěšec · f3 bílý střelec · b2 bílý pěšec · d2 bílý věž · g2 bílý pěšec · h2 bílý pěšec · a1 bílý král · d1 bílý dáma · h1 bílý věž | b8 černý věž · g8 černý král · e7 černý dáma · f7 černý pěšec · g7 černý pěšec · h7 černý pěšec · a6 černý věž · c6 černý pěšec · e6 černý střelec · a5 černý pěšec · a4 bílý pěšec · b4 bílý pěšec · e3 bílý pěšec · f3 bílý střelec · b2 bílý pěšec · d2 bílý věž · g2 bílý pěšec · h2 bílý pěšec · a1 bílý král · d1 bílý dáma · h1 bílý věž | b8 černý věž · g8 černý král · e7 černý dáma · f7 černý pěšec · g7 černý pěšec · h7 černý pěšec · a6 černý věž · c6 černý pěšec · e6 černý střelec · a5 černý pěšec · a4 bílý pěšec · b4 bílý pěšec · e3 bílý pěšec · f3 bílý střelec · b2 bílý pěšec · d2 bílý věž · g2 bílý pěšec · h2 bílý pěšec · a1 bílý král · d1 bílý dáma · h1 bílý věž | b8 černý věž · g8 černý král · e7 černý dáma · f7 černý pěšec · g7 černý pěšec · h7 černý pěšec · a6 černý věž · c6 černý pěšec · e6 černý střelec · a5 černý pěšec · a4 bílý pěšec · b4 bílý pěšec · e3 bílý pěšec · f3 bílý střelec · b2 bílý pěšec · d2 bílý věž · g2 bílý pěšec · h2 bílý pěšec · a1 bílý král · d1 bílý dáma · h1 bílý věž | b8 černý věž · g8 černý král · e7 černý dáma · f7 černý pěšec · g7 černý pěšec · h7 černý pěšec · a6 černý věž · c6 černý pěšec · e6 černý střelec · a5 černý pěšec · a4 bílý pěšec · b4 bílý pěšec · e3 bílý pěšec · f3 bílý střelec · b2 bílý pěšec · d2 bílý věž · g2 bílý pěšec · h2 bílý pěšec · a1 bílý král · d1 bílý dáma · h1 bílý věž | b8 černý věž · g8 černý král · e7 černý dáma · f7 černý pěšec · g7 černý pěšec · h7 černý pěšec · a6 černý věž · c6 černý pěšec · e6 černý střelec · a5 černý pěšec · a4 bílý pěšec · b4 bílý pěšec · e3 bílý pěšec · f3 bílý střelec · b2 bílý pěšec · d2 bílý věž · g2 bílý pěšec · h2 bílý pěšec · a1 bílý král · d1 bílý dáma · h1 bílý věž | 2 |
| 1 | b8 černý věž · g8 černý král · e7 černý dáma · f7 černý pěšec · g7 černý pěšec · h7 černý pěšec · a6 černý věž · c6 černý pěšec · e6 černý střelec · a5 černý pěšec · a4 bílý pěšec · b4 bílý pěšec · e3 bílý pěšec · f3 bílý střelec · b2 bílý pěšec · d2 bílý věž · g2 bílý pěšec · h2 bílý pěšec · a1 bílý král · d1 bílý dáma · h1 bílý věž | b8 černý věž · g8 černý král · e7 černý dáma · f7 černý pěšec · g7 černý pěšec · h7 černý pěšec · a6 černý věž · c6 černý pěšec · e6 černý střelec · a5 černý pěšec · a4 bílý pěšec · b4 bílý pěšec · e3 bílý pěšec · f3 bílý střelec · b2 bílý pěšec · d2 bílý věž · g2 bílý pěšec · h2 bílý pěšec · a1 bílý král · d1 bílý dáma · h1 bílý věž | b8 černý věž · g8 černý král · e7 černý dáma · f7 černý pěšec · g7 černý pěšec · h7 černý pěšec · a6 černý věž · c6 černý pěšec · e6 černý střelec · a5 černý pěšec · a4 bílý pěšec · b4 bílý pěšec · e3 bílý pěšec · f3 bílý střelec · b2 bílý pěšec · d2 bílý věž · g2 bílý pěšec · h2 bílý pěšec · a1 bílý král · d1 bílý dáma · h1 bílý věž | b8 černý věž · g8 černý král · e7 černý dáma · f7 černý pěšec · g7 černý pěšec · h7 černý pěšec · a6 černý věž · c6 černý pěšec · e6 černý střelec · a5 černý pěšec · a4 bílý pěšec · b4 bílý pěšec · e3 bílý pěšec · f3 bílý střelec · b2 bílý pěšec · d2 bílý věž · g2 bílý pěšec · h2 bílý pěšec · a1 bílý král · d1 bílý dáma · h1 bílý věž | b8 černý věž · g8 černý král · e7 černý dáma · f7 černý pěšec · g7 černý pěšec · h7 černý pěšec · a6 černý věž · c6 černý pěšec · e6 černý střelec · a5 černý pěšec · a4 bílý pěšec · b4 bílý pěšec · e3 bílý pěšec · f3 bílý střelec · b2 bílý pěšec · d2 bílý věž · g2 bílý pěšec · h2 bílý pěšec · a1 bílý král · d1 bílý dáma · h1 bílý věž | b8 černý věž · g8 černý král · e7 černý dáma · f7 černý pěšec · g7 černý pěšec · h7 černý pěšec · a6 černý věž · c6 černý pěšec · e6 černý střelec · a5 černý pěšec · a4 bílý pěšec · b4 bílý pěšec · e3 bílý pěšec · f3 bílý střelec · b2 bílý pěšec · d2 bílý věž · g2 bílý pěšec · h2 bílý pěšec · a1 bílý král · d1 bílý dáma · h1 bílý věž | b8 černý věž · g8 černý král · e7 černý dáma · f7 černý pěšec · g7 černý pěšec · h7 černý pěšec · a6 černý věž · c6 černý pěšec · e6 černý střelec · a5 černý pěšec · a4 bílý pěšec · b4 bílý pěšec · e3 bílý pěšec · f3 bílý střelec · b2 bílý pěšec · d2 bílý věž · g2 bílý pěšec · h2 bílý pěšec · a1 bílý král · d1 bílý dáma · h1 bílý věž | b8 černý věž · g8 černý král · e7 černý dáma · f7 černý pěšec · g7 černý pěšec · h7 černý pěšec · a6 černý věž · c6 černý pěšec · e6 černý střelec · a5 černý pěšec · a4 bílý pěšec · b4 bílý pěšec · e3 bílý pěšec · f3 bílý střelec · b2 bílý pěšec · d2 bílý věž · g2 bílý pěšec · h2 bílý pěšec · a1 bílý král · d1 bílý dáma · h1 bílý věž | 1 |
|   | a | b | c | d | e | f | g | h |   |

|   | a | b | c | d | e | f | g | h |   |
| 8 | c8 černý věž · g8 černý král · e7 černý dáma · f7 černý pěšec · g7 černý pěšec · h7 černý pěšec · c6 bílý střelec · d6 bílý věž · e6 černý střelec · a5 černý pěšec · c3 bílý král · e3 bílý pěšec · a2 černý věž · g2 bílý pěšec · h2 bílý pěšec · d1 bílý dáma · h1 bílý věž | c8 černý věž · g8 černý král · e7 černý dáma · f7 černý pěšec · g7 černý pěšec · h7 černý pěšec · c6 bílý střelec · d6 bílý věž · e6 černý střelec · a5 černý pěšec · c3 bílý král · e3 bílý pěšec · a2 černý věž · g2 bílý pěšec · h2 bílý pěšec · d1 bílý dáma · h1 bílý věž | c8 černý věž · g8 černý král · e7 černý dáma · f7 černý pěšec · g7 černý pěšec · h7 černý pěšec · c6 bílý střelec · d6 bílý věž · e6 černý střelec · a5 černý pěšec · c3 bílý král · e3 bílý pěšec · a2 černý věž · g2 bílý pěšec · h2 bílý pěšec · d1 bílý dáma · h1 bílý věž | c8 černý věž · g8 černý král · e7 černý dáma · f7 černý pěšec · g7 černý pěšec · h7 černý pěšec · c6 bílý střelec · d6 bílý věž · e6 černý střelec · a5 černý pěšec · c3 bílý král · e3 bílý pěšec · a2 černý věž · g2 bílý pěšec · h2 bílý pěšec · d1 bílý dáma · h1 bílý věž | c8 černý věž · g8 černý král · e7 černý dáma · f7 černý pěšec · g7 černý pěšec · h7 černý pěšec · c6 bílý střelec · d6 bílý věž · e6 černý střelec · a5 černý pěšec · c3 bílý král · e3 bílý pěšec · a2 černý věž · g2 bílý pěšec · h2 bílý pěšec · d1 bílý dáma · h1 bílý věž | c8 černý věž · g8 černý král · e7 černý dáma · f7 černý pěšec · g7 černý pěšec · h7 černý pěšec · c6 bílý střelec · d6 bílý věž · e6 černý střelec · a5 černý pěšec · c3 bílý král · e3 bílý pěšec · a2 černý věž · g2 bílý pěšec · h2 bílý pěšec · d1 bílý dáma · h1 bílý věž | c8 černý věž · g8 černý král · e7 černý dáma · f7 černý pěšec · g7 černý pěšec · h7 černý pěšec · c6 bílý střelec · d6 bílý věž · e6 černý střelec · a5 černý pěšec · c3 bílý král · e3 bílý pěšec · a2 černý věž · g2 bílý pěšec · h2 bílý pěšec · d1 bílý dáma · h1 bílý věž | c8 černý věž · g8 černý král · e7 černý dáma · f7 černý pěšec · g7 černý pěšec · h7 černý pěšec · c6 bílý střelec · d6 bílý věž · e6 černý střelec · a5 černý pěšec · c3 bílý král · e3 bílý pěšec · a2 černý věž · g2 bílý pěšec · h2 bílý pěšec · d1 bílý dáma · h1 bílý věž | 8 |
| 7 | c8 černý věž · g8 černý král · e7 černý dáma · f7 černý pěšec · g7 černý pěšec · h7 černý pěšec · c6 bílý střelec · d6 bílý věž · e6 černý střelec · a5 černý pěšec · c3 bílý král · e3 bílý pěšec · a2 černý věž · g2 bílý pěšec · h2 bílý pěšec · d1 bílý dáma · h1 bílý věž | c8 černý věž · g8 černý král · e7 černý dáma · f7 černý pěšec · g7 černý pěšec · h7 černý pěšec · c6 bílý střelec · d6 bílý věž · e6 černý střelec · a5 černý pěšec · c3 bílý král · e3 bílý pěšec · a2 černý věž · g2 bílý pěšec · h2 bílý pěšec · d1 bílý dáma · h1 bílý věž | c8 černý věž · g8 černý král · e7 černý dáma · f7 černý pěšec · g7 černý pěšec · h7 černý pěšec · c6 bílý střelec · d6 bílý věž · e6 černý střelec · a5 černý pěšec · c3 bílý král · e3 bílý pěšec · a2 černý věž · g2 bílý pěšec · h2 bílý pěšec · d1 bílý dáma · h1 bílý věž | c8 černý věž · g8 černý král · e7 černý dáma · f7 černý pěšec · g7 černý pěšec · h7 černý pěšec · c6 bílý střelec · d6 bílý věž · e6 černý střelec · a5 černý pěšec · c3 bílý král · e3 bílý pěšec · a2 černý věž · g2 bílý pěšec · h2 bílý pěšec · d1 bílý dáma · h1 bílý věž | c8 černý věž · g8 černý král · e7 černý dáma · f7 černý pěšec · g7 černý pěšec · h7 černý pěšec · c6 bílý střelec · d6 bílý věž · e6 černý střelec · a5 černý pěšec · c3 bílý král · e3 bílý pěšec · a2 černý věž · g2 bílý pěšec · h2 bílý pěšec · d1 bílý dáma · h1 bílý věž | c8 černý věž · g8 černý král · e7 černý dáma · f7 černý pěšec · g7 černý pěšec · h7 černý pěšec · c6 bílý střelec · d6 bílý věž · e6 černý střelec · a5 černý pěšec · c3 bílý král · e3 bílý pěšec · a2 černý věž · g2 bílý pěšec · h2 bílý pěšec · d1 bílý dáma · h1 bílý věž | c8 černý věž · g8 černý král · e7 černý dáma · f7 černý pěšec · g7 černý pěšec · h7 černý pěšec · c6 bílý střelec · d6 bílý věž · e6 černý střelec · a5 černý pěšec · c3 bílý král · e3 bílý pěšec · a2 černý věž · g2 bílý pěšec · h2 bílý pěšec · d1 bílý dáma · h1 bílý věž | c8 černý věž · g8 černý král · e7 černý dáma · f7 černý pěšec · g7 černý pěšec · h7 černý pěšec · c6 bílý střelec · d6 bílý věž · e6 černý střelec · a5 černý pěšec · c3 bílý král · e3 bílý pěšec · a2 černý věž · g2 bílý pěšec · h2 bílý pěšec · d1 bílý dáma · h1 bílý věž | 7 |
| 6 | c8 černý věž · g8 černý král · e7 černý dáma · f7 černý pěšec · g7 černý pěšec · h7 černý pěšec · c6 bílý střelec · d6 bílý věž · e6 černý střelec · a5 černý pěšec · c3 bílý král · e3 bílý pěšec · a2 černý věž · g2 bílý pěšec · h2 bílý pěšec · d1 bílý dáma · h1 bílý věž | c8 černý věž · g8 černý král · e7 černý dáma · f7 černý pěšec · g7 černý pěšec · h7 černý pěšec · c6 bílý střelec · d6 bílý věž · e6 černý střelec · a5 černý pěšec · c3 bílý král · e3 bílý pěšec · a2 černý věž · g2 bílý pěšec · h2 bílý pěšec · d1 bílý dáma · h1 bílý věž | c8 černý věž · g8 černý král · e7 černý dáma · f7 černý pěšec · g7 černý pěšec · h7 černý pěšec · c6 bílý střelec · d6 bílý věž · e6 černý střelec · a5 černý pěšec · c3 bílý král · e3 bílý pěšec · a2 černý věž · g2 bílý pěšec · h2 bílý pěšec · d1 bílý dáma · h1 bílý věž | c8 černý věž · g8 černý král · e7 černý dáma · f7 černý pěšec · g7 černý pěšec · h7 černý pěšec · c6 bílý střelec · d6 bílý věž · e6 černý střelec · a5 černý pěšec · c3 bílý král · e3 bílý pěšec · a2 černý věž · g2 bílý pěšec · h2 bílý pěšec · d1 bílý dáma · h1 bílý věž | c8 černý věž · g8 černý král · e7 černý dáma · f7 černý pěšec · g7 černý pěšec · h7 černý pěšec · c6 bílý střelec · d6 bílý věž · e6 černý střelec · a5 černý pěšec · c3 bílý král · e3 bílý pěšec · a2 černý věž · g2 bílý pěšec · h2 bílý pěšec · d1 bílý dáma · h1 bílý věž | c8 černý věž · g8 černý král · e7 černý dáma · f7 černý pěšec · g7 černý pěšec · h7 černý pěšec · c6 bílý střelec · d6 bílý věž · e6 černý střelec · a5 černý pěšec · c3 bílý král · e3 bílý pěšec · a2 černý věž · g2 bílý pěšec · h2 bílý pěšec · d1 bílý dáma · h1 bílý věž | c8 černý věž · g8 černý král · e7 černý dáma · f7 černý pěšec · g7 černý pěšec · h7 černý pěšec · c6 bílý střelec · d6 bílý věž · e6 černý střelec · a5 černý pěšec · c3 bílý král · e3 bílý pěšec · a2 černý věž · g2 bílý pěšec · h2 bílý pěšec · d1 bílý dáma · h1 bílý věž | c8 černý věž · g8 černý král · e7 černý dáma · f7 černý pěšec · g7 černý pěšec · h7 černý pěšec · c6 bílý střelec · d6 bílý věž · e6 černý střelec · a5 černý pěšec · c3 bílý král · e3 bílý pěšec · a2 černý věž · g2 bílý pěšec · h2 bílý pěšec · d1 bílý dáma · h1 bílý věž | 6 |
| 5 | c8 černý věž · g8 černý král · e7 černý dáma · f7 černý pěšec · g7 černý pěšec · h7 černý pěšec · c6 bílý střelec · d6 bílý věž · e6 černý střelec · a5 černý pěšec · c3 bílý král · e3 bílý pěšec · a2 černý věž · g2 bílý pěšec · h2 bílý pěšec · d1 bílý dáma · h1 bílý věž | c8 černý věž · g8 černý král · e7 černý dáma · f7 černý pěšec · g7 černý pěšec · h7 černý pěšec · c6 bílý střelec · d6 bílý věž · e6 černý střelec · a5 černý pěšec · c3 bílý král · e3 bílý pěšec · a2 černý věž · g2 bílý pěšec · h2 bílý pěšec · d1 bílý dáma · h1 bílý věž | c8 černý věž · g8 černý král · e7 černý dáma · f7 černý pěšec · g7 černý pěšec · h7 černý pěšec · c6 bílý střelec · d6 bílý věž · e6 černý střelec · a5 černý pěšec · c3 bílý král · e3 bílý pěšec · a2 černý věž · g2 bílý pěšec · h2 bílý pěšec · d1 bílý dáma · h1 bílý věž | c8 černý věž · g8 černý král · e7 černý dáma · f7 černý pěšec · g7 černý pěšec · h7 černý pěšec · c6 bílý střelec · d6 bílý věž · e6 černý střelec · a5 černý pěšec · c3 bílý král · e3 bílý pěšec · a2 černý věž · g2 bílý pěšec · h2 bílý pěšec · d1 bílý dáma · h1 bílý věž | c8 černý věž · g8 černý král · e7 černý dáma · f7 černý pěšec · g7 černý pěšec · h7 černý pěšec · c6 bílý střelec · d6 bílý věž · e6 černý střelec · a5 černý pěšec · c3 bílý král · e3 bílý pěšec · a2 černý věž · g2 bílý pěšec · h2 bílý pěšec · d1 bílý dáma · h1 bílý věž | c8 černý věž · g8 černý král · e7 černý dáma · f7 černý pěšec · g7 černý pěšec · h7 černý pěšec · c6 bílý střelec · d6 bílý věž · e6 černý střelec · a5 černý pěšec · c3 bílý král · e3 bílý pěšec · a2 černý věž · g2 bílý pěšec · h2 bílý pěšec · d1 bílý dáma · h1 bílý věž | c8 černý věž · g8 černý král · e7 černý dáma · f7 černý pěšec · g7 černý pěšec · h7 černý pěšec · c6 bílý střelec · d6 bílý věž · e6 černý střelec · a5 černý pěšec · c3 bílý král · e3 bílý pěšec · a2 černý věž · g2 bílý pěšec · h2 bílý pěšec · d1 bílý dáma · h1 bílý věž | c8 černý věž · g8 černý král · e7 černý dáma · f7 černý pěšec · g7 černý pěšec · h7 černý pěšec · c6 bílý střelec · d6 bílý věž · e6 černý střelec · a5 černý pěšec · c3 bílý král · e3 bílý pěšec · a2 černý věž · g2 bílý pěšec · h2 bílý pěšec · d1 bílý dáma · h1 bílý věž | 5 |
| 4 | c8 černý věž · g8 černý král · e7 černý dáma · f7 černý pěšec · g7 černý pěšec · h7 černý pěšec · c6 bílý střelec · d6 bílý věž · e6 černý střelec · a5 černý pěšec · c3 bílý král · e3 bílý pěšec · a2 černý věž · g2 bílý pěšec · h2 bílý pěšec · d1 bílý dáma · h1 bílý věž | c8 černý věž · g8 černý král · e7 černý dáma · f7 černý pěšec · g7 černý pěšec · h7 černý pěšec · c6 bílý střelec · d6 bílý věž · e6 černý střelec · a5 černý pěšec · c3 bílý král · e3 bílý pěšec · a2 černý věž · g2 bílý pěšec · h2 bílý pěšec · d1 bílý dáma · h1 bílý věž | c8 černý věž · g8 černý král · e7 černý dáma · f7 černý pěšec · g7 černý pěšec · h7 černý pěšec · c6 bílý střelec · d6 bílý věž · e6 černý střelec · a5 černý pěšec · c3 bílý král · e3 bílý pěšec · a2 černý věž · g2 bílý pěšec · h2 bílý pěšec · d1 bílý dáma · h1 bílý věž | c8 černý věž · g8 černý král · e7 černý dáma · f7 černý pěšec · g7 černý pěšec · h7 černý pěšec · c6 bílý střelec · d6 bílý věž · e6 černý střelec · a5 černý pěšec · c3 bílý král · e3 bílý pěšec · a2 černý věž · g2 bílý pěšec · h2 bílý pěšec · d1 bílý dáma · h1 bílý věž | c8 černý věž · g8 černý král · e7 černý dáma · f7 černý pěšec · g7 černý pěšec · h7 černý pěšec · c6 bílý střelec · d6 bílý věž · e6 černý střelec · a5 černý pěšec · c3 bílý král · e3 bílý pěšec · a2 černý věž · g2 bílý pěšec · h2 bílý pěšec · d1 bílý dáma · h1 bílý věž | c8 černý věž · g8 černý král · e7 černý dáma · f7 černý pěšec · g7 černý pěšec · h7 černý pěšec · c6 bílý střelec · d6 bílý věž · e6 černý střelec · a5 černý pěšec · c3 bílý král · e3 bílý pěšec · a2 černý věž · g2 bílý pěšec · h2 bílý pěšec · d1 bílý dáma · h1 bílý věž | c8 černý věž · g8 černý král · e7 černý dáma · f7 černý pěšec · g7 černý pěšec · h7 černý pěšec · c6 bílý střelec · d6 bílý věž · e6 černý střelec · a5 černý pěšec · c3 bílý král · e3 bílý pěšec · a2 černý věž · g2 bílý pěšec · h2 bílý pěšec · d1 bílý dáma · h1 bílý věž | c8 černý věž · g8 černý král · e7 černý dáma · f7 černý pěšec · g7 černý pěšec · h7 černý pěšec · c6 bílý střelec · d6 bílý věž · e6 černý střelec · a5 černý pěšec · c3 bílý král · e3 bílý pěšec · a2 černý věž · g2 bílý pěšec · h2 bílý pěšec · d1 bílý dáma · h1 bílý věž | 4 |
| 3 | c8 černý věž · g8 černý král · e7 černý dáma · f7 černý pěšec · g7 černý pěšec · h7 černý pěšec · c6 bílý střelec · d6 bílý věž · e6 černý střelec · a5 černý pěšec · c3 bílý král · e3 bílý pěšec · a2 černý věž · g2 bílý pěšec · h2 bílý pěšec · d1 bílý dáma · h1 bílý věž | c8 černý věž · g8 černý král · e7 černý dáma · f7 černý pěšec · g7 černý pěšec · h7 černý pěšec · c6 bílý střelec · d6 bílý věž · e6 černý střelec · a5 černý pěšec · c3 bílý král · e3 bílý pěšec · a2 černý věž · g2 bílý pěšec · h2 bílý pěšec · d1 bílý dáma · h1 bílý věž | c8 černý věž · g8 černý král · e7 černý dáma · f7 černý pěšec · g7 černý pěšec · h7 černý pěšec · c6 bílý střelec · d6 bílý věž · e6 černý střelec · a5 černý pěšec · c3 bílý král · e3 bílý pěšec · a2 černý věž · g2 bílý pěšec · h2 bílý pěšec · d1 bílý dáma · h1 bílý věž | c8 černý věž · g8 černý král · e7 černý dáma · f7 černý pěšec · g7 černý pěšec · h7 černý pěšec · c6 bílý střelec · d6 bílý věž · e6 černý střelec · a5 černý pěšec · c3 bílý král · e3 bílý pěšec · a2 černý věž · g2 bílý pěšec · h2 bílý pěšec · d1 bílý dáma · h1 bílý věž | c8 černý věž · g8 černý král · e7 černý dáma · f7 černý pěšec · g7 černý pěšec · h7 černý pěšec · c6 bílý střelec · d6 bílý věž · e6 černý střelec · a5 černý pěšec · c3 bílý král · e3 bílý pěšec · a2 černý věž · g2 bílý pěšec · h2 bílý pěšec · d1 bílý dáma · h1 bílý věž | c8 černý věž · g8 černý král · e7 černý dáma · f7 černý pěšec · g7 černý pěšec · h7 černý pěšec · c6 bílý střelec · d6 bílý věž · e6 černý střelec · a5 černý pěšec · c3 bílý král · e3 bílý pěšec · a2 černý věž · g2 bílý pěšec · h2 bílý pěšec · d1 bílý dáma · h1 bílý věž | c8 černý věž · g8 černý král · e7 černý dáma · f7 černý pěšec · g7 černý pěšec · h7 černý pěšec · c6 bílý střelec · d6 bílý věž · e6 černý střelec · a5 černý pěšec · c3 bílý král · e3 bílý pěšec · a2 černý věž · g2 bílý pěšec · h2 bílý pěšec · d1 bílý dáma · h1 bílý věž | c8 černý věž · g8 černý král · e7 černý dáma · f7 černý pěšec · g7 černý pěšec · h7 černý pěšec · c6 bílý střelec · d6 bílý věž · e6 černý střelec · a5 černý pěšec · c3 bílý král · e3 bílý pěšec · a2 černý věž · g2 bílý pěšec · h2 bílý pěšec · d1 bílý dáma · h1 bílý věž | 3 |
| 2 | c8 černý věž · g8 černý král · e7 černý dáma · f7 černý pěšec · g7 černý pěšec · h7 černý pěšec · c6 bílý střelec · d6 bílý věž · e6 černý střelec · a5 černý pěšec · c3 bílý král · e3 bílý pěšec · a2 černý věž · g2 bílý pěšec · h2 bílý pěšec · d1 bílý dáma · h1 bílý věž | c8 černý věž · g8 černý král · e7 černý dáma · f7 černý pěšec · g7 černý pěšec · h7 černý pěšec · c6 bílý střelec · d6 bílý věž · e6 černý střelec · a5 černý pěšec · c3 bílý král · e3 bílý pěšec · a2 černý věž · g2 bílý pěšec · h2 bílý pěšec · d1 bílý dáma · h1 bílý věž | c8 černý věž · g8 černý král · e7 černý dáma · f7 černý pěšec · g7 černý pěšec · h7 černý pěšec · c6 bílý střelec · d6 bílý věž · e6 černý střelec · a5 černý pěšec · c3 bílý král · e3 bílý pěšec · a2 černý věž · g2 bílý pěšec · h2 bílý pěšec · d1 bílý dáma · h1 bílý věž | c8 černý věž · g8 černý král · e7 černý dáma · f7 černý pěšec · g7 černý pěšec · h7 černý pěšec · c6 bílý střelec · d6 bílý věž · e6 černý střelec · a5 černý pěšec · c3 bílý král · e3 bílý pěšec · a2 černý věž · g2 bílý pěšec · h2 bílý pěšec · d1 bílý dáma · h1 bílý věž | c8 černý věž · g8 černý král · e7 černý dáma · f7 černý pěšec · g7 černý pěšec · h7 černý pěšec · c6 bílý střelec · d6 bílý věž · e6 černý střelec · a5 černý pěšec · c3 bílý král · e3 bílý pěšec · a2 černý věž · g2 bílý pěšec · h2 bílý pěšec · d1 bílý dáma · h1 bílý věž | c8 černý věž · g8 černý král · e7 černý dáma · f7 černý pěšec · g7 černý pěšec · h7 černý pěšec · c6 bílý střelec · d6 bílý věž · e6 černý střelec · a5 černý pěšec · c3 bílý král · e3 bílý pěšec · a2 černý věž · g2 bílý pěšec · h2 bílý pěšec · d1 bílý dáma · h1 bílý věž | c8 černý věž · g8 černý král · e7 černý dáma · f7 černý pěšec · g7 černý pěšec · h7 černý pěšec · c6 bílý střelec · d6 bílý věž · e6 černý střelec · a5 černý pěšec · c3 bílý král · e3 bílý pěšec · a2 černý věž · g2 bílý pěšec · h2 bílý pěšec · d1 bílý dáma · h1 bílý věž | c8 černý věž · g8 černý král · e7 černý dáma · f7 černý pěšec · g7 černý pěšec · h7 černý pěšec · c6 bílý střelec · d6 bílý věž · e6 černý střelec · a5 černý pěšec · c3 bílý král · e3 bílý pěšec · a2 černý věž · g2 bílý pěšec · h2 bílý pěšec · d1 bílý dáma · h1 bílý věž | 2 |
| 1 | c8 černý věž · g8 černý král · e7 černý dáma · f7 černý pěšec · g7 černý pěšec · h7 černý pěšec · c6 bílý střelec · d6 bílý věž · e6 černý střelec · a5 černý pěšec · c3 bílý král · e3 bílý pěšec · a2 černý věž · g2 bílý pěšec · h2 bílý pěšec · d1 bílý dáma · h1 bílý věž | c8 černý věž · g8 černý král · e7 černý dáma · f7 černý pěšec · g7 černý pěšec · h7 černý pěšec · c6 bílý střelec · d6 bílý věž · e6 černý střelec · a5 černý pěšec · c3 bílý král · e3 bílý pěšec · a2 černý věž · g2 bílý pěšec · h2 bílý pěšec · d1 bílý dáma · h1 bílý věž | c8 černý věž · g8 černý král · e7 černý dáma · f7 černý pěšec · g7 černý pěšec · h7 černý pěšec · c6 bílý střelec · d6 bílý věž · e6 černý střelec · a5 černý pěšec · c3 bílý král · e3 bílý pěšec · a2 černý věž · g2 bílý pěšec · h2 bílý pěšec · d1 bílý dáma · h1 bílý věž | c8 černý věž · g8 černý král · e7 černý dáma · f7 černý pěšec · g7 černý pěšec · h7 černý pěšec · c6 bílý střelec · d6 bílý věž · e6 černý střelec · a5 černý pěšec · c3 bílý král · e3 bílý pěšec · a2 černý věž · g2 bílý pěšec · h2 bílý pěšec · d1 bílý dáma · h1 bílý věž | c8 černý věž · g8 černý král · e7 černý dáma · f7 černý pěšec · g7 černý pěšec · h7 černý pěšec · c6 bílý střelec · d6 bílý věž · e6 černý střelec · a5 černý pěšec · c3 bílý král · e3 bílý pěšec · a2 černý věž · g2 bílý pěšec · h2 bílý pěšec · d1 bílý dáma · h1 bílý věž | c8 černý věž · g8 černý král · e7 černý dáma · f7 černý pěšec · g7 černý pěšec · h7 černý pěšec · c6 bílý střelec · d6 bílý věž · e6 černý střelec · a5 černý pěšec · c3 bílý král · e3 bílý pěšec · a2 černý věž · g2 bílý pěšec · h2 bílý pěšec · d1 bílý dáma · h1 bílý věž | c8 černý věž · g8 černý král · e7 černý dáma · f7 černý pěšec · g7 černý pěšec · h7 černý pěšec · c6 bílý střelec · d6 bílý věž · e6 černý střelec · a5 černý pěšec · c3 bílý král · e3 bílý pěšec · a2 černý věž · g2 bílý pěšec · h2 bílý pěšec · d1 bílý dáma · h1 bílý věž | c8 černý věž · g8 černý král · e7 černý dáma · f7 černý pěšec · g7 černý pěšec · h7 černý pěšec · c6 bílý střelec · d6 bílý věž · e6 černý střelec · a5 černý pěšec · c3 bílý král · e3 bílý pěšec · a2 černý věž · g2 bílý pěšec · h2 bílý pěšec · d1 bílý dáma · h1 bílý věž | 1 |
|   | a | b | c | d | e | f | g | h |   |

Následující partii sehrál Atkins za černou barvu v Londýně v roce 1922 proti Saviellymu Tartakowerovi, který byl tehdy jedním z nejlepších šachistů. Tuto partii Atkins vyhrál a Tartakower ji zahrnul do své knihy 500 Master Games of Chess. Podle něj demonstruje sílu věží na volných sloupcích.
1.e4 e5 2. Jf3 Jc6 3. Sc4 Jf6 4. Jc3 Jxe4 5. Jxe4 d5 6. Sd3 dxe4 7. Sxe4 Sd6 8. d4 Jxd4 9. Jxd4 exd4 10. Dxd4 O-O 11. Se3 De7 12. O-O-O Ve8 13. Sd5? Černý zde může tahem ...c6 zahájit pěšcový nástup. Správný tah byl 13. Sf3. Se5 14. Da4 c6 15. Sf3 Se6 16. Kb1 a5! s hrozbou 17. ...Db4!, po níž by mohlo přijít 18. Dxb4 axb4 19. b3 Vxa2! a černý by vyhrál. 17. Sd4 Sd6 18. Sb6? Sb4 S hrozbou ...Va6, protože po ústupu střelce by tahem ...b5 chytil dámu. 19. c3 Va6! Pokud by přišlo 20. cxb4, je pro bílého tah axb4 devastující. 20. Se3 Sf5+ 21. Ka1 b5 22. Db3 Sd6 23. a4? Bílý si zbytečně oslabil své dámské křídlo. Místo toho měl zahrát tah 23. Vd2.Vb8 24. Vd2 Se6 25. Dd1 Se5 26.Sd4 Sf4 27.Se3 Sxe3 28.fxe3 b4! 29.cxb4 Vab6! Slabé by bylo 29. ...Vxb4?? 30. Vd8+; 29. ...Dxb4? 30. Vd8+; nebo 29. ...axb4 30. b3 se zavřeným dámským křídlem.30.Vd6 Útok černého nabírá značně na síle. Pokud by přišlo 30.bxa5, vyhrává tah Vxb2!. Šlo by i 30. Vd4 Vxb4 31. Vxb4 Dxb4 32. Dc2 Sb3 33. Dxc6 Sc4 34. Vb1 Sd3 a černý vyhraje. Vxb4 31. Vxc6 Vxb2 S hrozbou 31. ...Va2#. Pokud by přišlo 32. Vxe6, Da3#! 32. Sb5 Va2+ 33. Kb1 Vxa4! 34. Kc2 bílý se snaží utéct; pokud by místo toho přišlo 34.Dxa4 Dxd6, ztratil by střelce na b5. Va2+ 35. Kc3 Vc8+ 36. Bc6 Vxc6+! Důležitá oběť. 37. Vxc6 Db4+ 38. Kd3 Db5+ 39. Kd4 Dxc6 40. Ke5 Dc5+ 41. Kf4 Df5+ 42. Kg3 Df2# 0–1